# アントニー・ブラモル
アントニー・ブラモル（Anthony Bramall, 1957年 - ）は、イギリス出身の指揮者。おもにドイツでオペラ指揮者として活動する。

## 略歴
ロンドンに生まれ、ウェストミンスター寺院の聖歌隊として幼少を過ごす。パーセル・スクールとギルドホール音楽演劇学校で音楽教育を受けた後、ヴィレム・タウスキーに指揮法を師事。
1981年よりプフォルツハイム市立劇場で助手を務め、1984年にハンス・スワロフスキー国際指揮者コンクールで特別賞を受賞。
その後ハノーファー・ニーダーザクセン州立歌劇場のカペルマイスター、クレーフェルト・メンヒェングラートバッハ劇場の音楽総監督を経験し、2002年から2008年まで大野和士の後任としてカールスルーエ・バーデン州立劇場の音楽総監督の地位にあった。2012年から2017年までライプツィヒ歌劇場の音楽総監督代理、現在はミュンヘン・ゲルトナープラッツ州立劇場の首席指揮者を務める。
ゼンパー・オーパーやバイエルン国立歌劇場でもたびたび客演しており、2003年にはゼンパー・オーパーで《蝶々夫人》の新演出初演を指揮している。日本では東京都交響楽団、NHK交響楽団での客演経験がある。また2008年から2011年までリスト音楽院で教鞭を執った。
Naxosレーベルにいくつかの管弦楽曲の録音があるほか、Brilliantレーベルにヘンデルの《エジプトのイスラエル人》の録音がある。